# Danmark ved sommer-OL 2024
Danmark deltog i sommer-OL 2024 i Paris, Frankrig i perioden 25. juli – 11. august 2024.
Inden legenes start havde DIF et officielt medaljemål på 9-11 medaljer for Paris-legene i 2024.

## Medaljer
| 2024 Paris | Guld | Sølv | Bronze | Total |
| Danmark    | 2    | 2    | 5      | 9     |

### Medaljevindere
Følgende danske sportsudøvere vandt medaljer ved de olympiske sommerlege 2024:
| Danmark under sommer-OL 2024 i Paris | Danmark under sommer-OL 2024 i Paris | Danmark under sommer-OL 2024 i Paris | Danmark under sommer-OL 2024 i Paris | Danmark under sommer-OL 2024 i Paris |
| Medalje                              | Navn | Sport                                | Konkurrence                          | Dato                                 |
| ------------------------------------ | --- | ------------------------------------ | ------------------------------------ | ------------------------------------ |
| Guld                                 | Viktor Axelsen | Badminton                            | Herresingle                          | 5. august                            |
| Guld                                 | Herrehåndboldlandsholdet - Niklas Landin Jacobsen - Niclas Kirkeløkke - Magnus Landin Jacobsen - Emil Jakobsen - Rasmus Lauge - Emil Nielsen - Magnus Saugstrup - Hans Lindberg - Mathias Gidsel - Henrik Møllgaard - Mikkel Hansen - Simon Hald - Thomas Arnoldsen - Simon Pytlick      | Håndbold                             | Herrernes turnering                  | 11. august                           |
| Sølv                                 | Cathrine Dufour Nanna Skodborg Merrald Daniel Bachmann Andersen | Hestesport                           | Dressur for hold                     | 3. august                            |
| Sølv                                 | Anne-Marie Rindom | Sejlsport                            | ICLA 6                               | 7. august                            |
| Bronze                               | Turpal Bisultanov | Brydning                             | Græsk-romersk stil, 87 kg-klassen    | 8. august                            |
| Bronze                               | Edi Hrnic | Taekwondo                            | 80 kg-klassen                        | 9. august                            |
| Bronze                               | Kvindehåndboldlandsholdet - Louise Burgaard - Helena Elver - Emma Friis - Anne Mette Hansen - Line Haugsted - Kathrine Heindahl - Mie Højlund - Rikke Iversen - Sarah Iversen - Kristina Jørgensen - Michala Møller - Trine Østergaard - Althea Reinhardt - Mette Tranborg - Sandra Toft | Håndbold                             | Damernes turnering                   | 10. august                           |
| Bronze                               | Emma Aastrand Jørgensen | Kano og kajak                        | Damernes K-1 500 meter               | 10. august                           |
| Bronze                               | Michael Mørkøv Niklas Larsen | Cykling                              | Herrernes parløb                     | 10. august                           |

## Konkurrenter
Nedenstående tabel indeholder oplysninger om det samlede antal danske sportsfolk, der deltog i sommer-OL 2024 i Paris.
| Sport         | Herrer | Damer | Total |
| ------------- | ------ | ----- | ----- |
| Atletik       | 1      | 3     | 4     |
| Badminton     | 4      | 3     | 7     |
| Boksning      | 1      | 0     | 1     |
| Bordtennis    | 3      | 0     | 3     |
| Bueskydning   | 0      | 1     | 1     |
| Cykling       | 9      | 8     | 17    |
| Golf          | 2      | 2     | 4     |
| Håndbold      | 16     | 15    | 31    |
| Hestesport    | 3      | 2     | 5     |
| Judo          | 0      | 1     | 1     |
| Kano og kajak | 5      | 2     | 7     |
| Roning        | 3      | 14    | 17    |
| Sejlsport     | 5      | 4     | 9     |
| Skateboard    | 1      | 0     | 1     |
| Skydning      | 1      | 2     | 3     |
| Svømning      | 0      | 7     | 7     |
| Taekwondo     | 1      | 0     | 1     |
| Tennis        | 0      | 2     | 2     |
| Triatlon      | 1      | 1     | 2     |
| Brydning      | 1      | 0     | 1     |
| Total         | 55     | 67    | 122   |

## Resultater
Under dette afsnit fremgår alle danske resultater opnået under sommer OL 2020. Resultaterne er opdelt i sportsgrene.

### Atletik
| Udøver       | Disciplin | H/D    | Heat     | Heat      | Opsamlingsheat | Opsamlingsheat | Semifinale          | Semifinale          | Finale              | Finale              |
| Udøver       | Disciplin | H/D    | Resultat | Placering | Resultat       | Placering      | Resultat            | Placering           | Resultat            | Placering           |
| ------------ | --------- | ------ | -------- | --------- | -------------- | -------------- | ------------------- | ------------------- | ------------------- | ------------------- |
| Simon Hansen | 100 m     | Herrer | 10.39    | 7         | N/A            | N/A            | Did not advance     | Did not advance     | Did not advance     | Did not advance     |
| Ida Karstoft | 200 m     | Damer  | 23.01    | 23*       | DNS            | DNS            | Ude af konkurrencen | Ude af konkurrencen | Ude af konkurrencen | Ude af konkurrencen |

 *Overall
| Udøver             | Disciplin  | H/D   | Kvalifikation | Kvalifikation   | Finale          | Finale    |
| Udøver             | Disciplin  | H/D   | Resultat      | Placering       | Resultat        | Placering |
| ------------------ | ---------- | ----- | ------------- | --------------- | --------------- | --------- |
| Lisa Brix Pedersen | Diskoskast | 59.81 | 24            | Did not advance | Did not advance |           |
| Katrine Koch       | Hammerkast | 73.04 | 5 Q           | 71.65           | 10              |           |

NR = National rekord, Q = Direkte kvalificeret, q = Kvalificeret som en af de bedste, der ikke er direkte kvalificeret, DNS = stillede ikke til start
- Reserver - Deltog ikke i konkurrencen.

### Bueskydning
| Udøver                     | Disciplin           | Rangering runde | Rangering runde | 1/64-finale      | 1/32-finale         | 1/16-finale         | Kvartfinale         | Semifinals          | Finale / BM         | Finale / BM |
| Udøver                     | Disciplin           | Score           | Seed            | Modstander Score | Modstander Score    | Modstander Score    | Modstander Score    | Modstander Score    | Modstander Score    | Placering   |
| -------------------------- | ------------------- | --------------- | --------------- | ---------------- | ------------------- | ------------------- | ------------------- | ------------------- | ------------------- | ----------- |
| Kirstine Danstrup Andersen | Individuelt kvinder | 625             | 56              | Li (CHN) · T 0–6 | Ude af konkurrencen | Ude af konkurrencen | Ude af konkurrencen | Ude af konkurrencen | Ude af konkurrencen | 33          |